# Mechanizm kierunkowy
Mechanizm kierunkowy – mechanizm służący do naprowadzania poziomego lufy.
W broni stosowane są mechanizmy kierunkowe typu zębatego lub śrubowego. Mogą być napędzane ręcznie, elektrycznie lub hydraulicznie.